# Kesselinjärvi
Kesselinjärvi är en sjö i kommunen Kuhmo i landskapet Kajanaland i Finland. Sjön ligger 178,1 meter över havet. Den är 5,9 meter djup. Arean är 51 hektar och strandlinjen är 4,33 kilometer lång. Sjön  ingår i Uleälvens huvudavrinningsområde.   Den ligger omkring 120 kilometer öster om Kajana och omkring 500 kilometer nordöst om Helsingfors. 